# Bora Bora
Bora Bora ist ein Atoll, das zur Gruppe der Gesellschaftsinseln in Französisch-Polynesien, genauer zu den Inseln unter dem Winde (Îles sous le Vent), im Süd-Pazifik gehört. Das Atoll liegt rund 260 km nordwestlich von Tahiti bei 151° 44' West und 16° 29' Süd und hat eine Landfläche von insgesamt 38 km². Bora Bora gilt als einer der exklusivsten und luxuriösesten Urlaubsorte in der oberen Preisklasse und gehört zu den teuersten Reisezielen der Erde.

## Geologie und Geographie

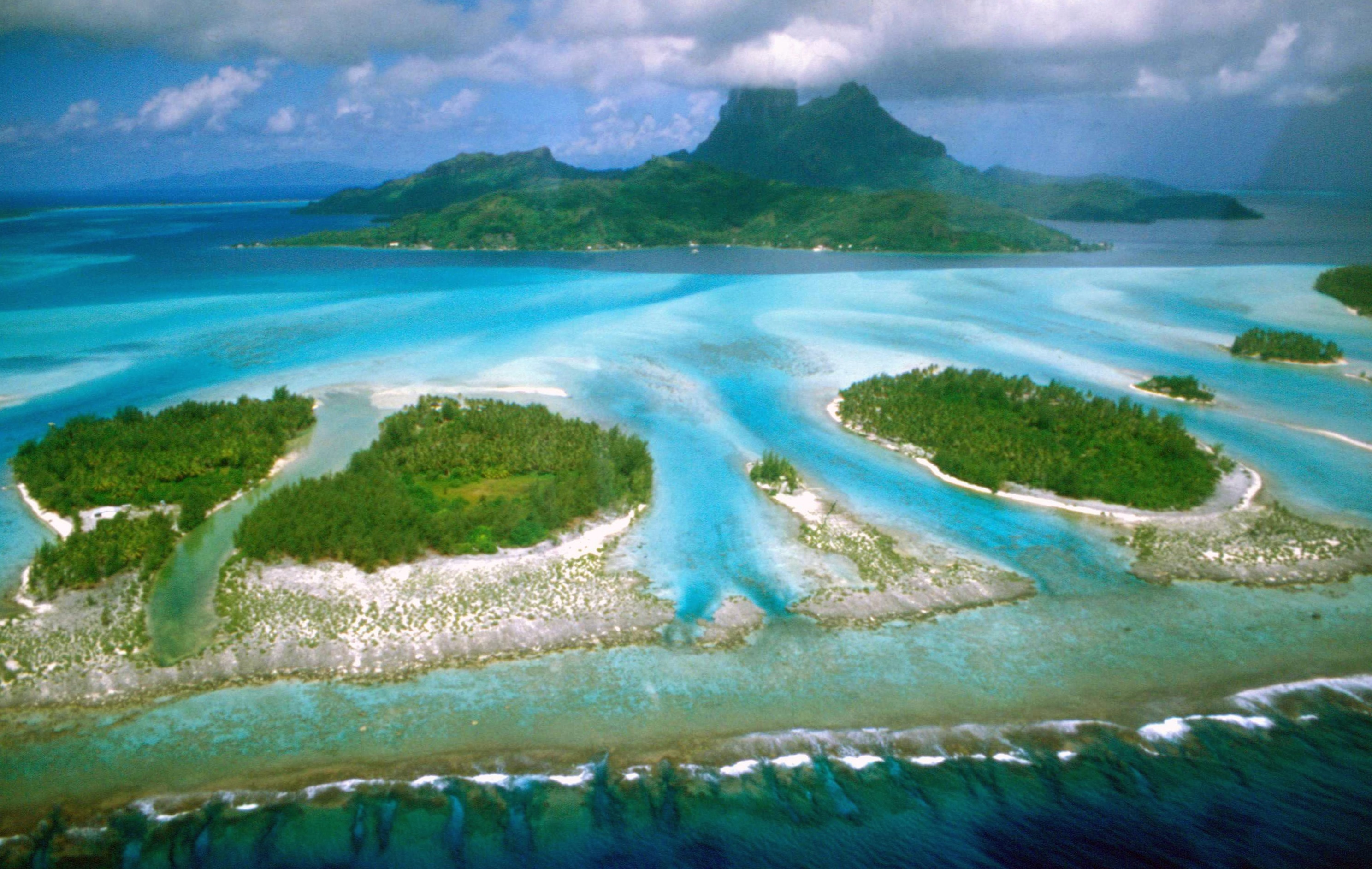
Bora Bora mit vorgelagerten Motu

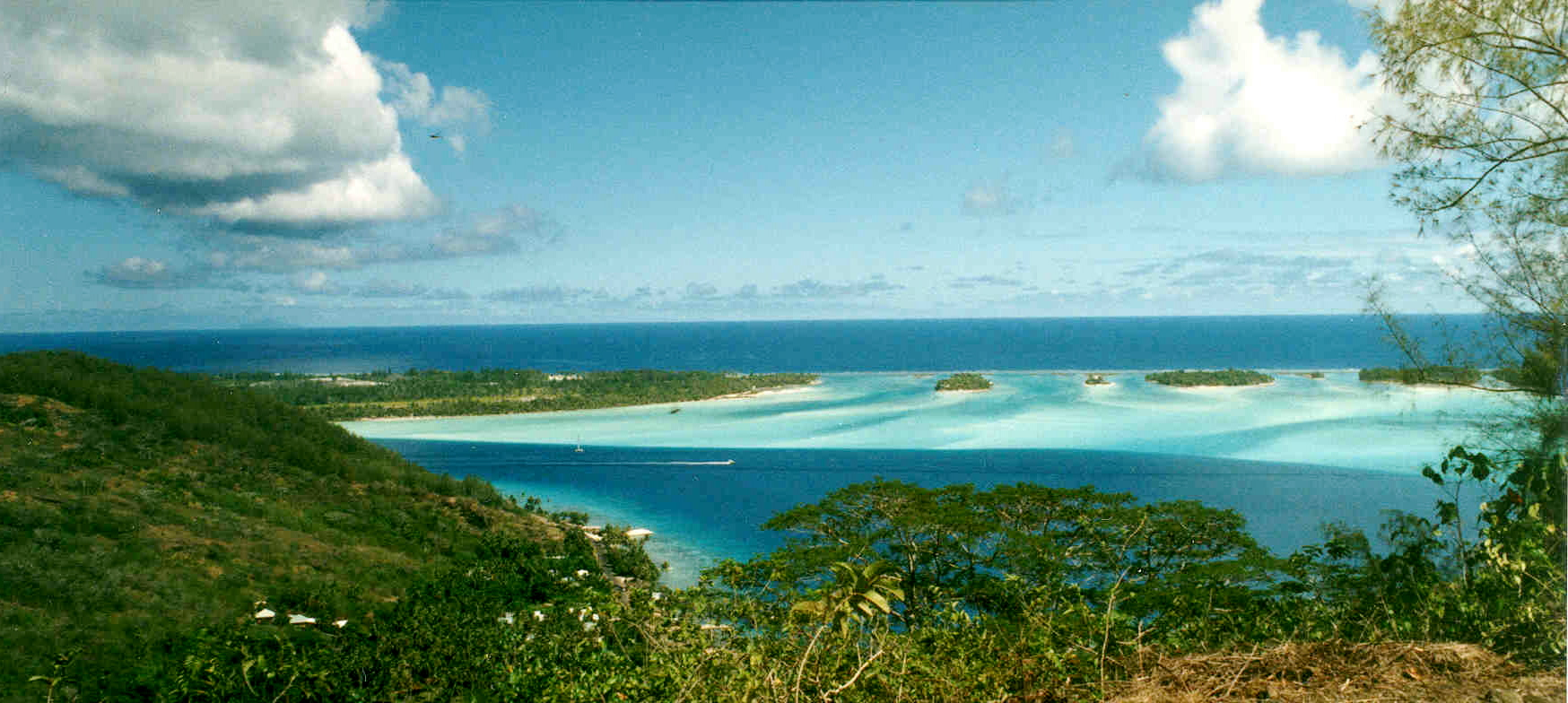
Blick auf Lagune und Motu

Bora Bora ist ein Atoll, das im Luftbild die klassische, von Charles Darwin beschriebene Atollform mit einem Zentralberg sowie einem Korallensaum mit zahlreichen aufliegenden Motu zeigt. Die Atollbildung ist so weit fortgeschritten, dass die Caldera des Zentralvulkanes bereits versunken ist. Nur noch Teile des bereits weitgehend verwitterten Kraterrandes ragen über den Meeresspiegel, darunter die höchsten Erhebungen der Insel: Mont Otemanu mit 727 m, Mont Pahia mit 661 m und Mataihua mit 314 m.
Die Zentralinsel Bora Boras besteht überwiegend aus basaltischer Lava. Motu Toopua im Westen ist ein weiterer bis 148 m über die Meeresoberfläche emporragender Rest des ehemaligen Kraterrandes und besteht ebenfalls aus vulkanischen Gesteinen. Die kleineren Motu sind flache, durch Tidenkanäle (Hoa) getrennte, sandige Koralleninseln.
Die langgezogene Hauptinsel ist 9 km lang und an ihrer breitesten Stelle 5 km breit. Die Siedlungen befinden sich ausschließlich in den Küstenbereichen, das üppig bewachsene Inselinnere ist weitgehend unerschlossen. Eine 32 km lange, befestigte Ringstraße erschließt die Küstenregion, die Siedlungen und die Hotels. Das Inselinnere ist nur stellenweise mit Geländefahrzeugen befahrbar.
Bora Bora hat 10.605 Einwohner (Stand: 2017). Die größte Ansiedlung, Vaitape mit rund 4600 Einwohnern, liegt auf der Westseite der Insel, gegenüber der Hauptpassage in die Lagune, der Passe Teavanui, die so tief ist, dass sie auch mit größeren Kreuzfahrtschiffen befahren werden kann. Sie liegen in der Lagune auf Reede – oft mehrere gleichzeitig – weil der Hafenkai von Vaitape nur für kleine Schiffe und Boote geeignet ist. Vaitape ist eine Gründung des britischen Missionars John Muggridge Orsmond (1788–1856) von der Londoner Missionsgesellschaft (London Missionary Society). Er kam 1824 von Tahiti nach Bora Bora und ließ zunächst eine Kirche und dann eine Anlegestelle, Straßen und Häuser sowie eine Missionsschule aus Korallengestein errichten. Aus dieser Ansiedlung mit Namen „Beulah“ entwickelte sich das heutige Vaitape. Weitere Dörfer sind Faʻanui, der frühere Sitz der Herrscherfamilie, im Nordwesten und Anau im Osten. Die Entfernung (Luftlinie) zum australischen Kontinent (Sydney) beträgt 5983 Kilometer, nach Hawaii (Honolulu) sind es 4230 Kilometer.

## Geschichte
Die Besiedlung der Gesellschaftsinseln erfolgte nach neueren Erkenntnissen relativ früh im Rahmen der polynesischen Expansion, um 200 v. Chr., ausgehend von Samoa und Tonga und etwa gleichzeitig mit der Besiedlung der Marquesas. Zusammen mit den Marquesas bildeten sie das polynesische Kernland und damit das Sprungbrett zur Besiedlung von Hawaii, Neuseeland, der Gambierinseln und möglicherweise der Osterinsel.
Auf Bora Bora bildete sich – wie auf den übrigen Gesellschaftsinseln auch – eine stratifizierte Stammesgesellschaft heraus, die in acht Distrikte zerfiel, die Ursache für ständige Rivalitäten und Kriege der Stämme untereinander. Die acht Stämme waren (im Uhrzeigersinn von Nord nach Süd): Hitiaa, Tipoto, Anau, Atitia, Amanahune (Faʻanui), Nunue und Tevaitapu auf der Hauptinsel sowie Ativahia auf dem großen Motu Tooupua im Westen. Davon sind als heutige politische Gliederung noch die drei Teilgemeinden (Communes associées) Anau, Faʻanui und Nunue verblieben.
Äußeres Zeichen für eine sehr kriegerische Gesellschaft sind zwei Festungen auf dem Pahia, deren Reste noch heute sichtbar sind. Sie bestanden aus einem ausgeklügelten System von Erd- und Steinwällen, Gräben und Plattformen. Der Missionar und Forschungsreisende Daniel Tyerman beschreibt die in der ersten Hälfte des 19. Jahrhunderts noch intakten Anlagen:

„An diesem Vormittag besichtigten wir zwei ‚Pari‘, wie sie die Eingeborenen nennen, auf dem hohen Berg Pahia. Das waren grobe Befestigungen auf den letzten zugänglichen Hängen des Berges. Sie umschlossen ein beträchtliches Gebiet, unterteilt mit starken Mauern, die nicht nur als bloße Abgrenzungen fungierten, sondern mit Munition wohl ausgestattet waren, um hinauf steigende Feinde abzuwehren. Sie waren durch Fußpfade voneinander getrennt und erstreckten sich entlang eines felsigen Bergrückens. Jede Festung ist 800 m lang und besteht aus groben jedoch wirksamen Befestigungen, bestens der Umgebung und der Art der Kriegsführung der Eingeborenen angepasst. In dem Areal gibt es Brotfrucht, Kokospalmen, Bananen und andere fruchttragende Bäume sowie Wasserquellen, sodass eine belagerte Garnison in der Lage war, über Monate standzuhalten. Es dürfte für die Angreifer sehr schwer gewesen sein, sie zur Aufgabe zu bewegen oder die Festung zu stürmen.“

Von den polynesischen Ureinwohnern Bora Boras sind heute noch zahlreiche Relikte erhalten: Überreste von 13 Zeremonialplattformen (Marae) – einst waren es mehr als vierzig – und viele Petroglyphen, die allerdings meist im unzugänglichen Gebüsch versteckt sind. Die am besten erhaltene Zeremonialstätte ist der Marae Fare Opu in der Faʻanui Bay, direkt am Strand gelegen. Durch das Areal führt heute die Autostraße, sodass der Überblick über den recht großen Platz verloren ging. Die Anlage bestand einst aus einer rechteckigen, geebneten und mit Steinen begrenzten Fläche sowie einer steinernen Plattform. Die rechteckige Plattform ist mit mehr als 1 m hohen Kalksteinplatten eingefasst und mit Erde aufgefüllt. Zwei der Platten an der Nordseite tragen Steinritzungen mit Schildkrötenmotiven.
Der erste Europäer, der Bora Bora sah, war wahrscheinlich James Cook, der nach der Beobachtung des Venustransits während seiner ersten Reise 1769 zwischen den Gesellschaftsinseln kreuzte. Am 29. Juli 1769 näherte sich die Endeavour der Insel – Cook nannte sie „Bolabola“ – bis auf 2 bis 3 Meilen. Wegen widriger Winde musste er jedoch abdrehen. Auch am folgenden Tag erreichte er die Insel nicht und umfuhr nur ihre Südspitze außerhalb des Saumriffs, bevor das Schiff mit Westkurs nach Maupiti segelte. Cook betrat Bora Bora erst 1777 während seiner dritten Reise.
Andere Quellen bezeichnen als Entdecker den Briten Samuel Wallis, der während seiner Weltumsegelung 1767 die Gruppe der Gesellschaftsinseln durchquerte. Von Tahiti segelte er am 26. Juli 1767 ab, an Moorea, Maiao, Mopelia und Manuae vorbei in den Tonga-Archipel. Es ist zweifelhaft, ob er dabei Bora Bora berührte, seine Aufzeichnungen lassen keinen eindeutigen Schluss zu. Betreten hat er die Insel nicht.
Ob der Niederländer Jakob Roggeveen während seiner Weltumseglung Bora Bora 1722 gesehen hat, wie einige Autoren vermuten, ist unklar. Weder seine Aufzeichnungen noch der Reisebericht von Carl Friedrich Behrens lassen dies eindeutig erkennen. Wahrscheinlich fuhr Roggeveen nördlich an den Gesellschaftsinseln vorbei.
Am 2. April 1768 erreichte der französische Entdecker Louis Antoine de Bougainville Tahiti, nahm die Gesellschaftsinseln für Frankreich in Besitz und begründete damit das heutige Französisch-Polynesien.
Dieser Schritt hatte zunächst jedoch keine Folgen, denn bis zur Mitte des 19. Jahrhunderts gehörte Bora Bora – wie die übrigen Gesellschaftsinseln auch – weiterhin zum Einflussbereich der Königsdynastie Pomaré von Tahiti. Nachdem bereits Königin Pomaré Vahine IV. von Tahiti den Forderungen des aus Frankreich entsandten Konteradmirals Abel Aubert Dupetit-Thouars nachgeben und das französische Protektorat über ihren Herrschaftsbereich anerkennen musste, verzichtete ihr Sohn und Nachfolger Arijane, der als Pomaré V. nur noch eine Scheinregierung führte, 1880 auf jeglichen Thronanspruch. Als Folge wurden die Gesellschaftsinseln von Frankreich annektiert und französische Kolonie.
Im Zweiten Weltkrieg wurde Bora Bora nach dem Angriff auf Pearl Harbor am 7. Dezember 1941 eine wichtige Versorgungsbasis der USA im Südpazifik. Unter dem Codenamen „Operation Bobcat“ fuhr am 27. Januar 1942 eine Flotte von sechs Truppentransportern und Versorgungsschiffen der US Navy von Charleston (South Carolina) ab und landete am 17. Februar 1942 insgesamt 4400 Soldaten, darunter ein Pionierbataillon und ein Flugabwehrregiment, auf Bora Bora an. Das Entladen der mitgeführten Ausrüstung dauerte 52 Tage, da keinerlei Be- und Entladeeinrichtungen auf der Insel zur Verfügung standen und erst gebaut werden mussten. Das US-amerikanische Militär errichtete ein Tanklager, eine Landebahn und eine Basis für Wasserflugzeuge. Mehrere strategisch wichtige Bereiche sicherte man mit Küstenbatterien und Flugabwehrkanonen. Die verrosteten Kanonen kann man zum Teil heute noch sehen. Die US-amerikanische Basis wurde während des Krieges jedoch nicht angegriffen und 1946 aufgegeben.

## Flora
Die für ein polynesisches Atoll relativ dicht besiedelten und intensiv genutzten Flachlandregionen beherbergen kaum noch Reste der ursprünglichen Vegetation. Die Flora der hohen und steilen, nur schwer zugänglichen Berge ist dagegen noch weitgehend unberührt.
Die hinteren Strandbereiche sind gesäumt von niedrigen, buschig wachsenden Cordia subcordata und Hibiscus tiliaceus. Eine Zuchtform, Hibiscus tiliaceus var. sterilis, mit geradem Stamm und einer schön gerundeten Krone, wird häufig als Straßenbegleitgrün angepflanzt.
Bis zum Fuß der steilen Bergregion erstreckt sich vorwiegend Kulturland mit Kokosplantagen, Brotfruchtbäumen, Tahitikastanien (Inocarpus), Kassava (Manihot), tropischen Früchten sowie Orchideenplantagen für die Dekoration in den Touristenhotels. Aufgegebene Bereiche haben verwilderte Guaven und der Farn Dicranopteris linearis erobert.
Die Spalten und Grate der Inselberge sind von noch weitgehend ungestörten Resten der ursprünglichen Inselvegetation bewachsen. Dazu gehören Metrosideros-Haine, Bestände von Wikstroemia coriacea, einer in Polynesien endemischen Art der Familie der Seidelbastgewächse, und einige Arten von Glochidion. Die feuchten und schattigen Spalten sind dicht mit Farnen besiedelt.

## Politik und Verwaltung
Bora Bora gehört heute politisch zu Französisch-Polynesien. Die Insel ist Französisches Übersee-Territorium, jedoch nicht Teil der EU. Sie wird durch eine Unterabteilung (Subdivision administrative des Îles sous le Vent) des Hochkommissariats von Französisch-Polynesien (Haut-commissariat de la République en Polynésie française) mit Sitz in Papeete verwaltet. Bora Bora ist eine von sieben Gemeinden der Subdivision administrative des Îles sous le Vent, die sich wiederum in die drei Teilgemeinden (Communes associées) Nunue, Faʻanui (dazu das Atoll Tupai weiter nördlich) und Anau untergliedert. Die lokale Verwaltung befindet sich in Vaitape.
Amtssprache ist Französisch. Währung ist der an den Euro gebundene CFP-Franc.

## Infrastruktur und Tourismus

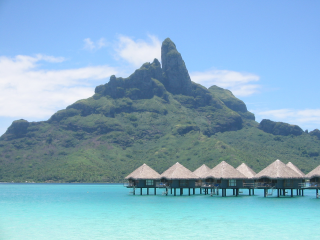
Überwasser-Bungalows; Mont Otemanu im Hintergrund

Die Wirtschaft der Insel stützt sich mittlerweile nahezu ausschließlich auf den Tourismus. Bora Bora dürfte – neben Tahiti – zu den touristisch am besten erschlossenen Inseln des Südpazifiks zählen. Es gibt zahlreiche Hotels, vorwiegend der gehobenen und höchsten Preisklasse, die vor allem von Amerikanern und Japanern besucht werden. Das Preisniveau ist exorbitant hoch, Bora Bora gehört zu den teuersten Reisezielen der Welt mit Tagespreisen im hohen dreistelligen Euro-Bereich. Mehrere Luxushotels liegen auf den Motus des Saumriffes und bieten sogenannte Überwasser-Bungalows an, die auf Stelzen in die Lagune hineingebaut sind. Durch eine gläserne Tischplatte hindurch kann man beim Frühstück, das mit Auslegerkanus gebracht wird, die bunten Korallenfische beobachten. Bora Bora wird inzwischen häufig von Kreuzfahrtschiffen angelaufen, oft im Rahmen ihrer Weltumfahrungen. Die Schiffe gehen meist im Tiefwasser vor Vaitape auf Reede, weil der kleine Hafenkai dafür nicht geeignet ist. Die Passagiere werden an Land gebracht und sorgen einige Stunden für eine Belebung des ansonsten geruhsamen Insellebens.
Auf der Hauptinsel verkehrt ein öffentlicher Bus (Le Truck), der auf der Ringstraße die Insel in rund einer Stunde umfährt. Haltestellen sind nicht notwendig, der Bus hält, wo die Passagiere es wünschen. Die bevorzugten Fortbewegungsmittel für Touristen sind jedoch Fahrrad und Moped oder Motorroller und der Shuttle-Service, den einige Hotels anbieten. In Vaitape kann man kleine Elektroautos mieten. Auf der Insel ist ein privater Hubschrauber stationiert, mit dem Rundflüge durchgeführt werden.
Der Flughafen Bora Bora ist ein ehemaliger Militärflugplatz der US-Luftstreitkräfte, der heute von lokalen polynesischen Fluglinien angeflogen wird. Er befindet sich auf dem Motu Mute im Norden des Atolls. Flugpassagiere werden mit dem Boot während einer bis zu drei Stunden dauernden Fahrt in ihre Hotels gebracht. Der Flug von Tahiti nach Bora Bora mit kleinen Propellermaschinen dauert etwa 45 Minuten.
Hauptort und Sitz der lokalen Verwaltungsbehörden ist Vaitape. Der Ort hat einige kleine Einkaufsmärkte, Banken, Post, eine katholische Kirche, eine Schule sowie eine Gendarmeriestation und weist ansonsten keine besonderen Sehenswürdigkeiten auf.

## Sehenswürdigkeiten

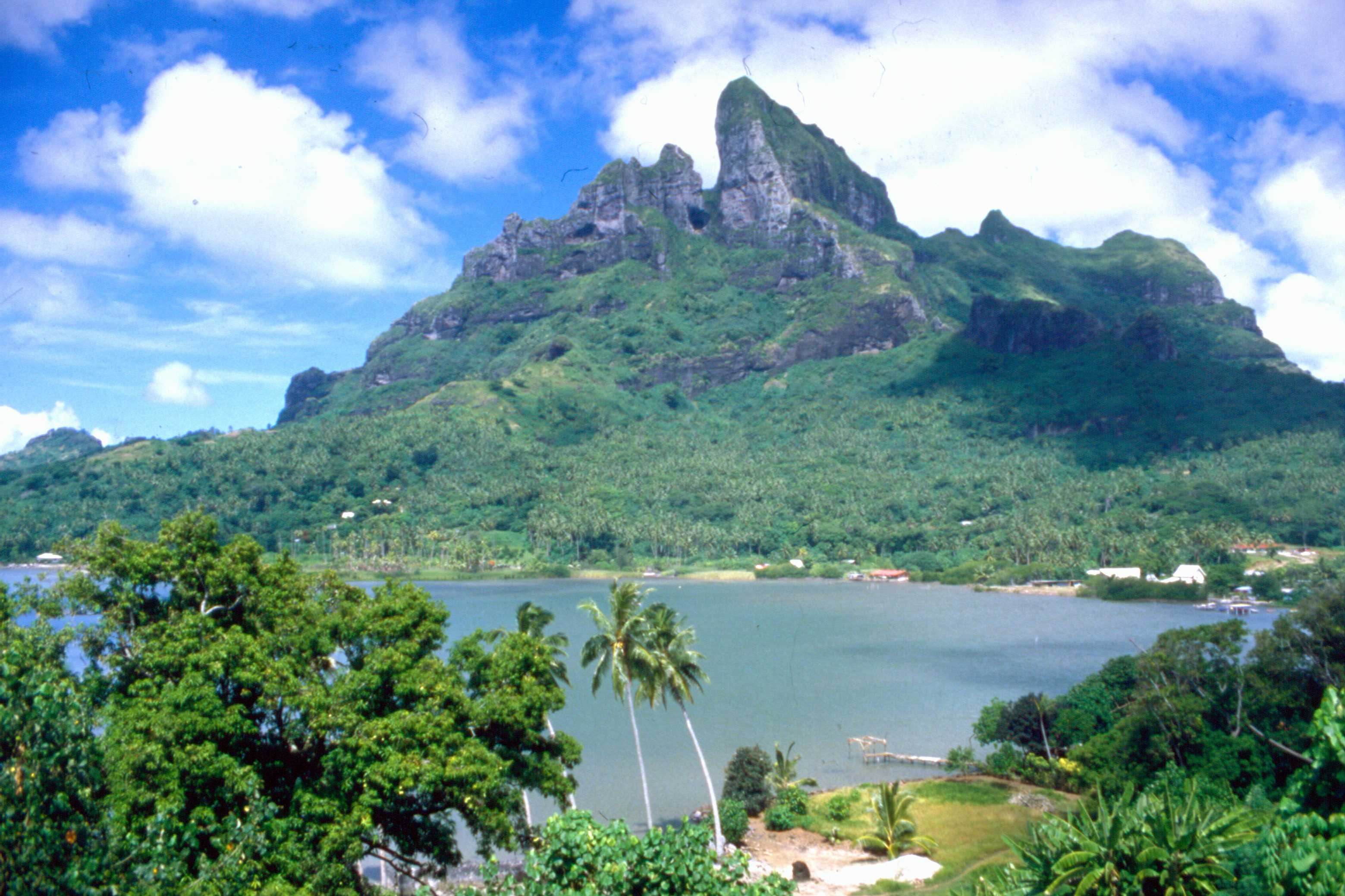
Faanuibay

Hauptattraktion auf Bora Bora ist die Lagune mit ihrer noch weitgehend intakten Unterwasserwelt. Mit dem Glasbodenboot, beim Tauchen und Schnorcheln, kann man das Riff mit tausenden von bunten Korallenfischen erkunden. In der tiefen Lagune gibt es Barrakudas und Haie, die während geführter Tauchtouren angefüttert werden können. Eine weltbekannte Attraktion für Taucher ist die „Rochenstraße“, ein Bereich in der Lagune, in dem verschiedene Rochenarten in großen Schwärmen vorkommen, darunter zahlreiche Mantas und Leopard-Stechrochen.
Teile des Inselinneren können mit Jeepsafaris erkundet werden. Die Naturschönheiten der Insel lassen sich jedoch besser zu Fuß erschließen. Man kann mehrere Wanderungen von Vaitape aus unternehmen, sollte sich jedoch einem Führer anvertrauen, um die Orientierung nicht zu verlieren. Die Wanderung auf den Gipfel des Pahia, von dem der Legende nach der Kriegsgott Oro auf einem Regenbogen herabgestiegen sein soll, führt durch Obstgärten, Wälder, Orchideenfelder und farnbewachsene Spalten. Man kann auch den Mount Otemanu besteigen, von dem sich ein schöner Rundblick über das Atoll bietet. Unterhalb des Gipfels ist eine geräumige Grotte, in der zahlreiche Fregattvögel nisten.
Sehenswert sind die Überreste von einst mehr als 40 Marae (Zeremonialplattformen). Die am besten erhaltenen sind der Marae Fare Opu in der Faanui Bay und der Marae Aehau-tai oder Temaruteaoa im äußersten Osten in der Vairau-Bucht. Eine weitere große Zeremonalstätte der Ureinwohner ist der Marae Marotitini im Norden der Hauptinsel, direkt am Strand. Die Steinplattform des Komplexes war ursprünglich 42 m lang und wurde 1968 von dem japanischen Archäologen Yosihiko Sinoto restauriert. Im Bereich der Anlage fand man zwei Steinkistengräber der königlichen Familie.
Die schönsten Strände (und auch zahlreiche Hotels) liegen in den beiden großen Buchten zwischen dem Pointe Paopao und dem Pointe Matira im Südwesten der Insel sowie auf den gegenüberliegenden Motus. Etwa fünf Kilometer von Vaitape in Richtung Süden liegt direkt an der Hauptstraße das Bloody Mary’s, eine weltweit bekannte Bar mit Restaurant und eigenem Anlegesteg für Jachten, in der zahlreiche prominente Gäste verkehren. 230 Namen sind auf zwei Holztafeln am Eingang verzeichnet, u. a. Marlon Brando, Jane Fonda, Diana Ross.

## Sonstiges
- Friedrich Wilhelm Murnau drehte 1931 auf dem neben der Teavanui Passage gelegenen Motu Tapu, der in früheren Zeiten ausschließlich der Königsfamilie vorbehalten war, seinen berühmten Stummfilm Tabu, eine Mischung aus Dokumentar- und Spielfilm mit einheimischen Laiendarstellern.
- Bora Bora ist auch der Titel eines 1968 gedrehten italienischen Erotikfilms, siehe dazu Bora Bora (1968).
- 1978 drehte Jan Troell auf Bora Bora den Katastrophenfilm Hurricane (Produzent: Dino De Laurentiis), für den am Südrand von Vaitape eigens eine prächtige Villa im Kolonialstil errichtet wurde.
- Der Sänger Tony Marshall wurde am 16. Februar 2008 zum Ehrenbürger von Bora Bora. Er hatte mit dem gleichnamigen Lied 1978 einen Charterfolg und machte dadurch die Insel in Deutschland bekannt. Die Einwohner sind deshalb auf ihn zugekommen und haben ihm zum 30. Jubiläum des Liedes die Ehrenbürgerschaft angeboten.[15]
- Der Film All Inclusive wurde größtenteils auf Bora Bora gedreht.
- Der deutsche Spieleautor Stefan Feld brachte im Jahr 2013 das Brettspiel Bora Bora heraus.
- Von 1976 bis zu seinem Tod im März 1995 lebte der Polarforscher Paul-Émile Victor auf dem Motu Tane.[16]
- Im Film xXx – Triple X will der Hauptcharakter Xander Cage nach erfolgreicher Mission zur Erholung mit Yelena nach Bora Bora. Die dafür gezeigten Szenen wurden auf Bora Bora gedreht.

Bilder
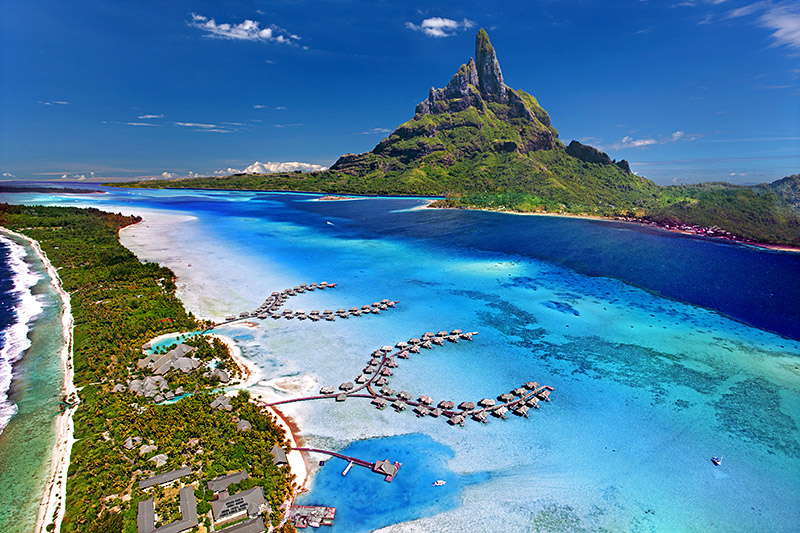
Hotelanlage in Bora Bora
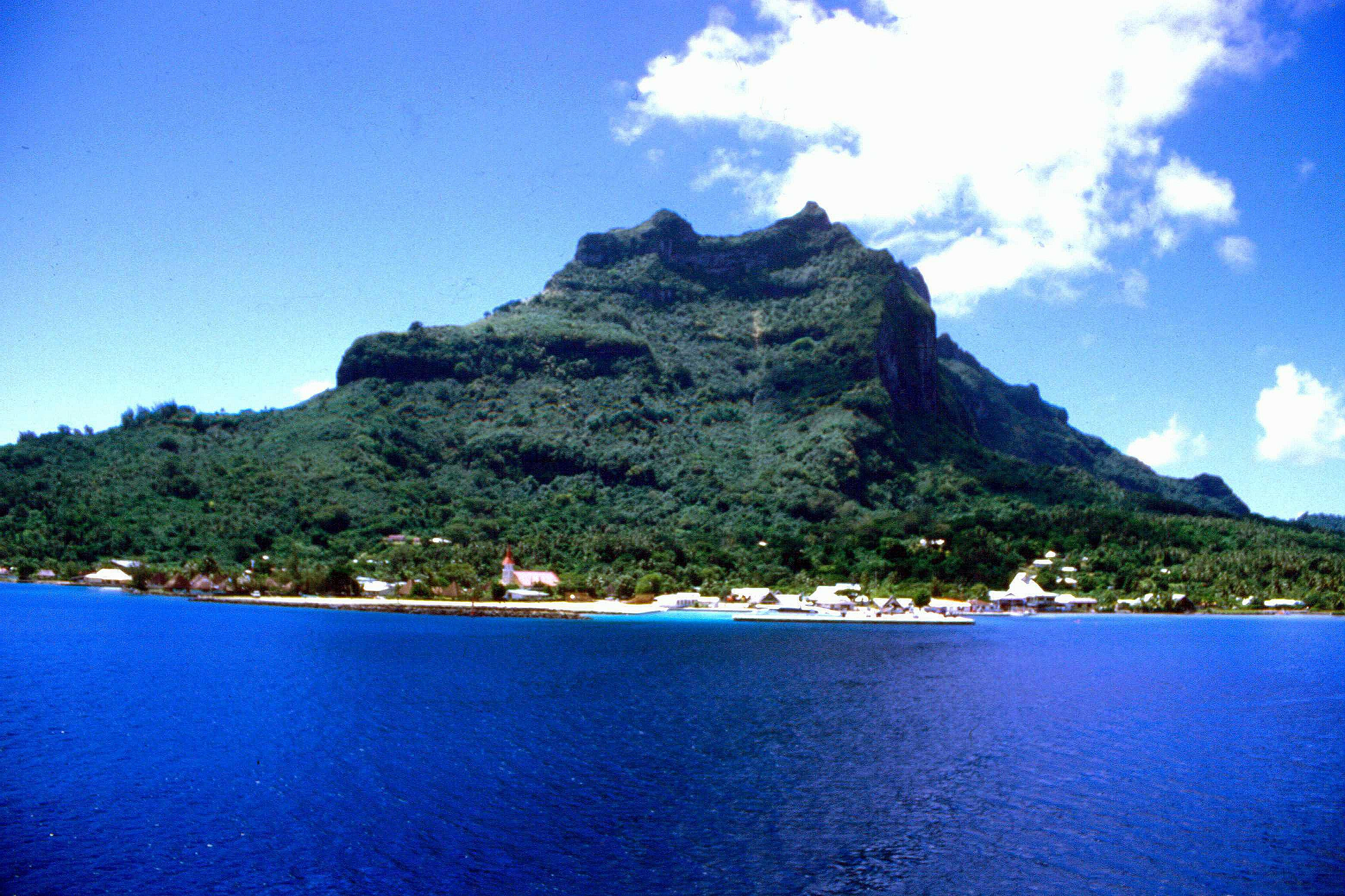
Vaitape
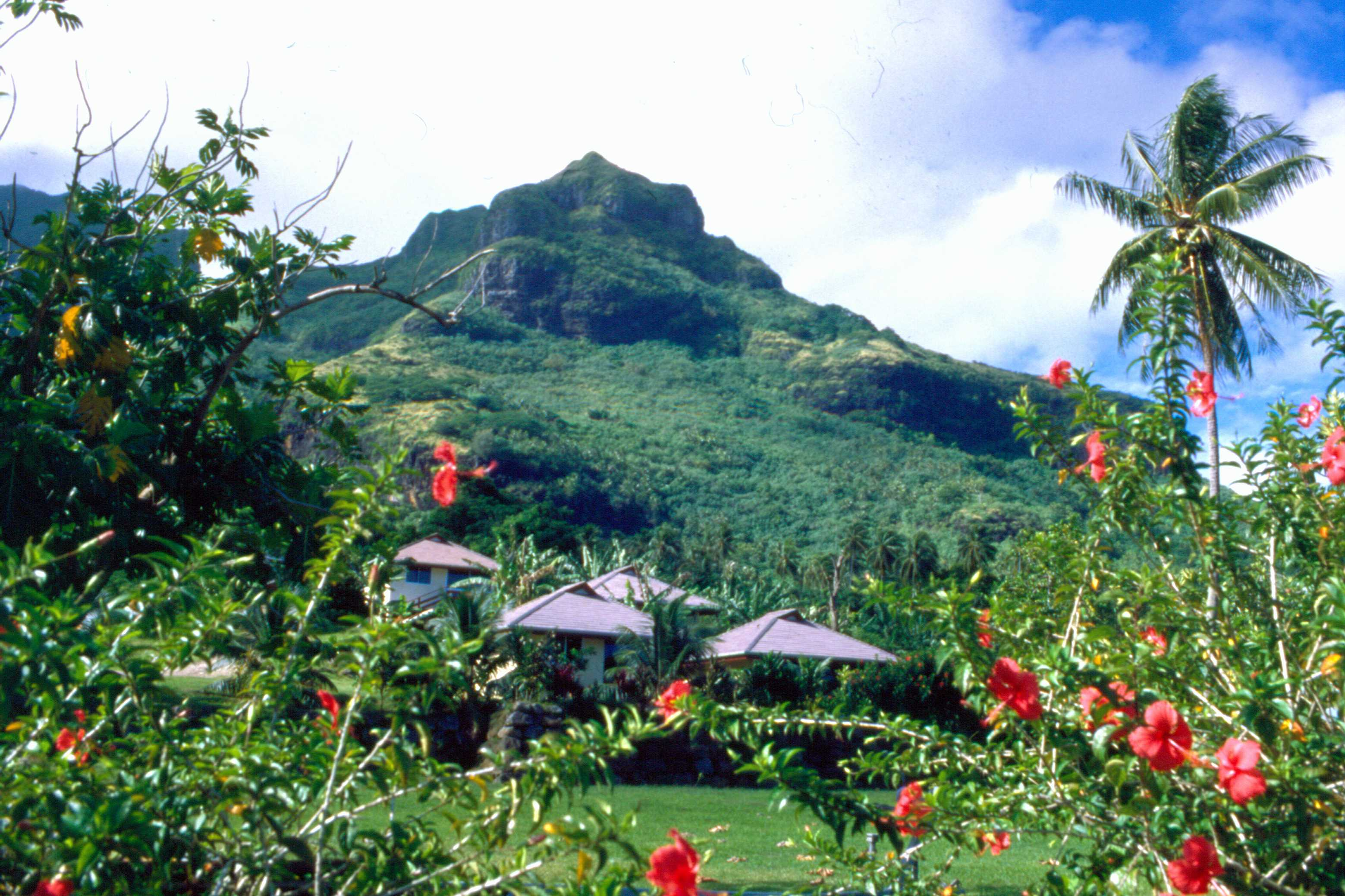
Faanui
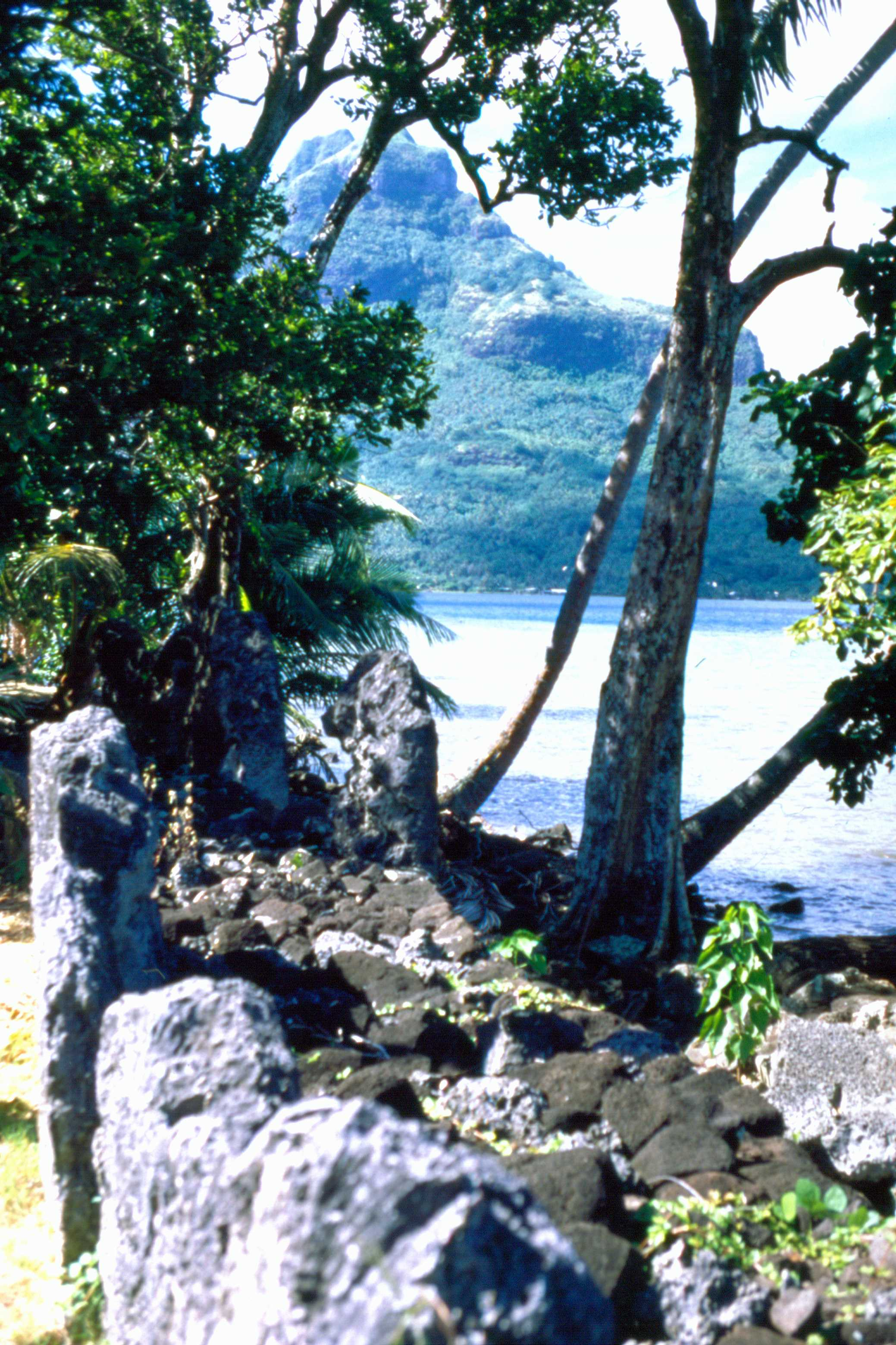
Marae Fare Opu
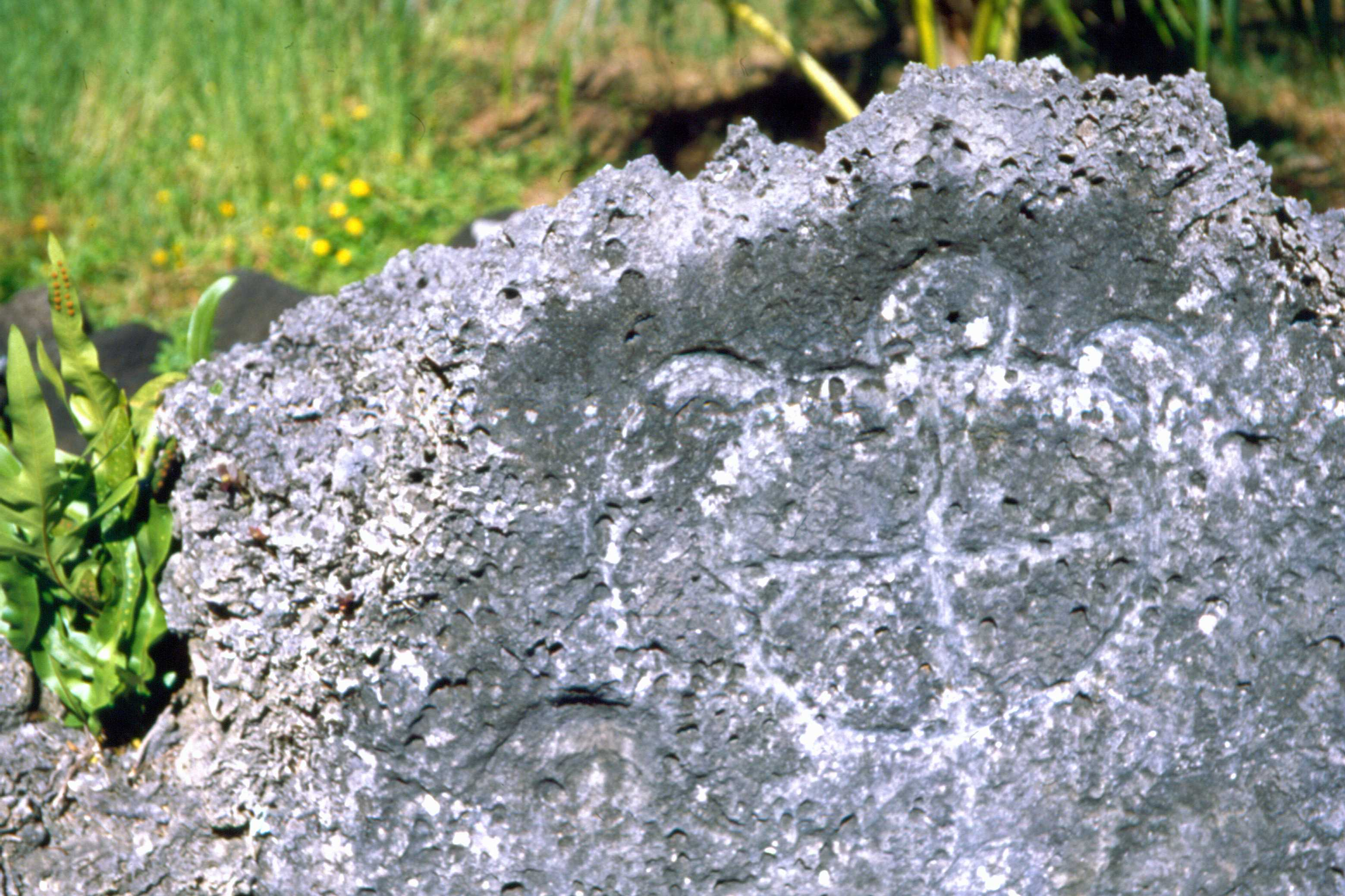
Schildkrötenmotiv auf dem Marae Fare Opu